# بيل سميتروفيتش
بيل سماتروفيتش (بالإنجليزية: Bill Smitrovich)‏ هو ممثل أمريكي، ولد في 16 مايو 1947 في الولايات المتحدة.

## أعمال

### أفلام
- (1995) الهروب من الوقت
- (1996) يوم الاستقلال[4][5]
- (1997) اختطاف طائرة الرئيس[6][7][8]
- (2006) العقد[9]
- (2008) 7 أرطال[10][11]
- (2008) آيرون مان[12][13]
- (2011) يوميات روم[14]
- (2012) تيد[15]
- (2014) رجل نوفمبر[16][17]
- (2015) تيد 2[18][19][20]

### مسلسلات
- ذا براكتيس

## وصلات خارجية
- بيل سميتروفيتش على موقع IMDb (الإنجليزية)
- بيل سميتروفيتش على موقع أول موفي (الإنجليزية)
- بيل سميتروفيتش على موقع قاعدة بيانات الأفلام السويدية (السويدية)
- بيل سميتروفيتش على موقع إن إن دي بي (الإنجليزية)
- بيل سميتروفيتش على موقع قاعدة بيانات الفيلم (الإنجليزية)